# Edgar Aristide Maranta

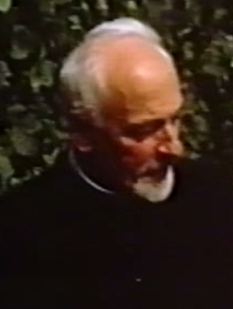
Erzbischof Edgar Maranta (1972)

Edgar Aristide Maranta, OFMCap (* 9. Januar 1897 in Poschiavo als Aristide Maranta; † 29. Januar 1975 in Sursee) war ein Schweizer Kapuziner, Missionar und römisch-katholischer Erzbischof von Daressalam. 

## Leben
Aristide Maranta wurde in Poschiavo im Kanton Graubünden geboren. 1917 trat er dem Orden der Kapuziner bei, wobei er den Ordensnamen Edgar annahm. Am 6. April 1924 wurde er zum Priester geweiht. 1925 wurde Maranta in die Mission nach Tanganjika ausgesandt und von Bischof Gabriel Zelger zum Vikar an der St.-Josephs-Kathedrale in Daressalam bestimmt. Wenig später sollte er das Amt des Schulsekretärs und Leiters der Zentralschule in Kwiro übernehmen, wozu er sich 1927 für ein Jahr nach London begab, um das Lehrerpatent zu erwerben. Bereits am 27. März 1930 wurde Maranta jedoch von Papst Pius XI. im Alter von erst 33 Jahren als Nachfolger des zurückgetretenen Bischofs Zelger zum Apostolischen Vikar von Daressalam ernannt. Am 17. August gleichen Jahres erhielt Maranta als erster Titularbischof von Vinda die Bischofsweihe.
Als Papst Pius XII. das Apostolische Vikariat 1953 zum Erzbistum erhob, wurde Maranta dessen erster Erzbischof. Von 1964 bis 1966 war er zugleich auch Apostolischer Administrator von Sansibar und Pemba, des heutigen Bistums Sansibar. Am 19. Dezember 1968 trat Maranta als Erzbischof von Daressalam zurück. Sein Nachfolger wurde Laurean Kardinal Rugambwa. Bereits 1964 war das Landesinnere als Bistum Mahenge von Daressalam abgetrennt worden. Seinen Lebensabend verbrachte Edgar Maranta als Titularerzbischof von Castrum in San Vittore im Misox, wo er seinen Bruder, Monsignore Reto Maranta, der dort als Propst des Kollegiatstifts wirkte, in der Seelsorge unterstützte.

## Wirken und Persönlichkeit

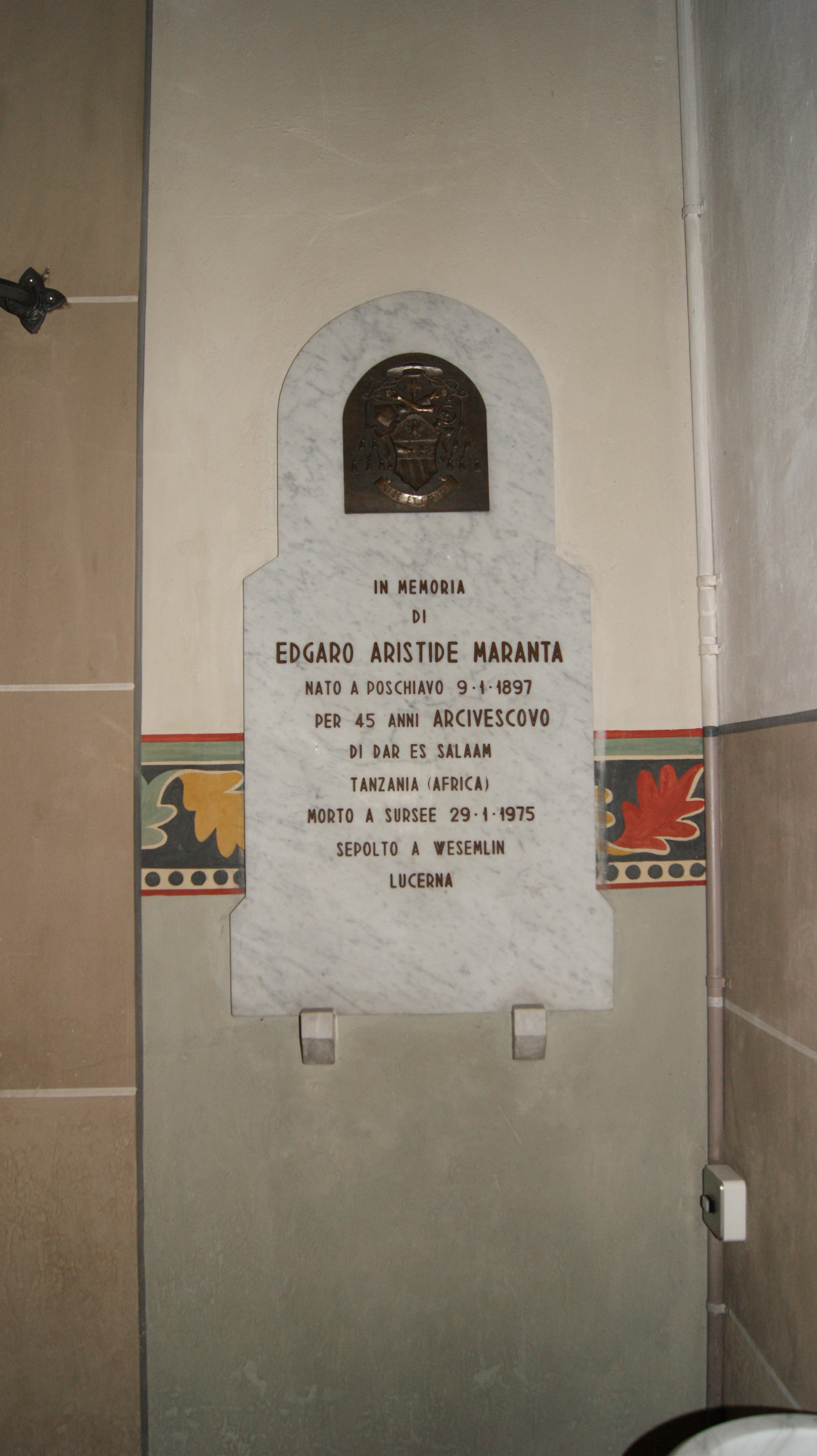
Memorial in der Stiftskirche St. Viktor in Poschiavo

Unter Edgar Maranta erlebte die Kapuzinermission im damaligen Tanganjika, später Tansania, einen bedeutenden Aufschwung. In den frühen 1920er Jahren waren viele Kapuziner der Malaria erlegen. Maranta gelang es, die Krankheit unter den Missionaren durch den Einsatz von Chinin und den Bau gesunder Häuser erfolgreich zu bekämpfen. Während seiner Zeit als Bischof wurden zahlreiche Missionsstationen und Stadtpfarreien gegründet. Kirchenpolitisch galt Maranta als konservativ. Die liturgischen Neuerungen des Zweiten Vatikanischen Konzils, an dem er teilgenommen hatte, fielen ihm nicht leicht, auch sei er demokratischen Neuerungen in der Kirche „nicht sehr gewogen“ gewesen.
Maranta betonte in seiner Lebensweise das Armutsideal der Kapuziner. Er galt zudem als besonders praktisch veranlagt, beteiligte sich gerne selbst handwerklich beim Bau von Kirchen und Schulen und entwickelte sich auf seinen Reisen „allmählich zu einem vorzüglichen Automechaniker“. Der sprachbegabte Maranta beherrschte neben seiner Muttersprache Italienisch auch fliessend Schweizerdeutsch, Deutsch, Französisch, Englisch, Swahili und Latein.
Am 27. Dezember 1962 wurde er als Grossoffizier des Verdienstordens der Italienischen Republik ausgezeichnet.